# Склаве
Склаве је насељено место у општини Сандански у области Благоевград, Бугарска. Према попису из 2021. године било је 1.302 становника.
Према бугарском географу и историчару, Василу Канчову, у Склаву је 1900. године живело 300 Словена хришћана, 200 Турака и 96 Рома. У селу је 11 старих кућа родопског типа проглашено споменицима културе. Током Другог балканског рата село је заузела и спалила грчка војска. После рата насељене су словенске избегличке породице из Богородице и Зарова код Лагадине и Гермна, Горњег Пороја, Крушева и Крчова код Валовишта у грчкој Македонији.